# 姚梧
姚梧（1513年—？），字文扬，号凤岗，浙江慈谿县人，明朝官员。

## 生平
嘉靖十六年（1537年）丁酉科浙江鄉試第六十八名舉人。嘉靖二十年（1541年）辛丑科會試第一百二十八名，廷試第三甲第六十三名進士。授嘉鱼知縣，任上曾捐俸筑堤，人称“姚公堤”。后任工部郎中，监管龙江榷务。歷南京刑部署郎中，嘉靖二十九年（1550年）二月陞四川按察司僉事，备兵泸州，陞福建布政司参议，有政绩，民称“姚公”，但后被弹劾去职。
与杨慎为挚友，二人尝交游留有诗作，如杨慎《九丝成行》中有“九丝城畔都蛮哄，刘显擒贼姚梧纵”句。杨慎又作《姚凤岗荔枝》致姚梧。

## 著作
- 有《饰雉集》传世。杨慎为其作序[1]。

## 家族
曾祖姚安；祖父姚𨱑；父姚潁。前母周氏，母汤氏，继母冯氏。具庆下。